# يوليو 2014
يوليو 2014 هو الشهر السابع من عام 2014 بدأ يوم الثلاثاء، وأنتهى يوم الخميس، وأمتد لواحد وثلاثين يومًا.

## بوابة:أحداث جارية
| \| 1 يوليو 2014 (الثلاثاء) \| عدل \| تاريخ \| راقب \| تصفح \| |     |       |      |      |
| نزاعات مسلحة وهجمات - أكثر من 30 غارة جوية إسرائيلية على مواقع تابعة لفصائل فلسطينية مسلحة في قطاع غزة، بالإضافة إلى قصف من المدفعية والزوارق الحربية. (بي بي سي العربية) - الرئيس الأوكراني بترو بوروشنكو يعلن استئناف العمليات العسكرية ضد الانفصاليين الموالين لروسيا شرقي البلاد. (إل بي سي) |     |       |      |      |
| 1 يوليو 2014 (الثلاثاء) | عدل | تاريخ | راقب | تصفح |

| \| 2 يوليو 2014 (الأربعاء) \| عدل \| تاريخ \| راقب \| تصفح \| |     |       |      |      |
| نزاعات مسلحة وهجمات - مقتل 4 عسكريين تونسيين بلغم أرضي أصاب سيارتهم في ولاية الكاف، حيث تنفذ الحكومة معارك ضد مسلحين تصفهم بالإرهاب. (بي بي سي العربية) - العثور على جثة فتى فلسطيني في قرية شعفاط في القدس، أكثر الدلائل تشير إلى اختطافه وقتله على يد مستوطنين إسرائيليين، وذلك بعد قتل 3 مستوطنين شبان إسرائيليين قبل يومين. (الحياة) |     |       |      |      |
| 2 يوليو 2014 (الأربعاء) | عدل | تاريخ | راقب | تصفح |

| \| 3 يوليو 2014 (الخميس) \| عدل \| تاريخ \| راقب \| تصفح \| |     |       |      |      |
|                                                             |     |       |      |      |
| 3 يوليو 2014 (الخميس)                                       | عدل | تاريخ | راقب | تصفح |

| \| 4 يوليو 2014 (الجمعة) \| عدل \| تاريخ \| راقب \| تصفح \| |     |       |      |      |
| سياسة وانتخابات - المالكي: لن أتنازل أبداً عن منصب رئيس حكومة العراق: أكد رئيس الوزراء العراقي نوري المالكي اليوم الجمعة أنه لن يتنازل "أبداً" عن الترشح لمنصب رئيس الحكومة لولاية ثالثة على التوالي، رغم الانتقادات الداخلية والخارجية المتصاعدة التي يتعرض لها. وأضاف أن ائتلاف "دولة القانون" الذي قاده في الانتخابات الأخيرة فاز بأكبر عدد من مقاعد البرلمان (92 من بين 328) مقارنة بالكتل الأخرى "هو صاحب الحق في منصب رئاسة الوزراء وليس من حق أية جهة أن تضع الشروط، لأن وضع الشروط يعني الدكتاتورية، وهو ما نرفضه بكل قوة وحزم". (العربية) |     |       |      |      |
| 4 يوليو 2014 (الجمعة) | عدل | تاريخ | راقب | تصفح |

| \| 5 يوليو 2014 (السبت) \| عدل \| تاريخ \| راقب \| تصفح \| |     |       |      |      |
| نزاعات مسلحة وهجمات - السعودية.. إرهابيان يفجران نفسيهما في مبنى حكومي بعد محاصرة الشرطة لهم، الأنفجار ادى إلى موت ثلاث مدنيين وقالت المصادر أنه سيتم الأعلان عن أسم الأرهابيين و الثلاث قتلى بعد فحص DNA، وكان بحوزتهم عدداً من الأحزمة الناسفة، والقنابل اليدوية، وقنابل المولوتوف، وعدداً من الرشاشات وكمية ضخمة من الذخيرة. (العربية) |     |       |      |      |
| 5 يوليو 2014 (السبت) | عدل | تاريخ | راقب | تصفح |

| \| 6 يوليو 2014 (الأحد) \| عدل \| تاريخ \| راقب \| تصفح \| |     |       |      |      |
| نزاعات مسلحة وهجمات - مقتل فلسطينيين اثنين دهسهما إسرائيلي يهودي في حيفا، قالت الشرطة الإسرائيلية أن السائق فقد السيطرة على الشاحنة. (الجزيرة) القانون والجريمة - مولدوفا تحظر بث قناة روسيا 24 لمخالفتها قواعد البث في البلاد. (روسيا اليوم) |     |       |      |      |
| 6 يوليو 2014 (الأحد) | عدل | تاريخ | راقب | تصفح |

| \| 7 يوليو 2014 (الإثنين) \| عدل \| تاريخ \| راقب \| تصفح \| |     |       |      |      |
| نزاعات مسلحة وهجمات - كتائب عز الدين القسام تطلق عشرات الصواريخ على أشدود وعسقلان، ومنظومة القبة الحديدية تعترض سبعة صواريخ وفقًا للجيش الإسرائيلي. (الجزيرة) علاقات دولية - المستشارة الألمانية أنغيلا ميركل تقول أنه إذا كانت قضية الجاسوس الألماني لصالح الولايات المتحدة جدية، فإن ذلك يمثل لها "تناقضًا واضحًا لما أعتبره تعاونًا يستند إلى الثقة بين شركاء وحلفاء". (البلاد) كوارث وحوادث - مقتل 16 شخصًا في تحطم مروحية من طراز ميل مي-17 في ثاش ثات غرب العاصمة الفيتنامية هانوي. (البيان) |     |       |      |      |
| 7 يوليو 2014 (الإثنين) | عدل | تاريخ | راقب | تصفح |

بطولات ومسابقات
- اختتام بطولة الدوري المصري الممتاز لكرة القدم 2013-14 وفوز النادي الأهلي بها.

| \| 8 يوليو 2014 (الثلاثاء) \| عدل \| تاريخ \| راقب \| تصفح \| |     |       |      |      |
| نزاعات مسلحة وهجمات - قوات جوية ومدفعية إسرائيلية تضرب 160 هدفًا في قطاع غزة وفقًا للمتحدث العسكري الإسرائيلي، وإسرائيل تعلن استدعاء 40,000 جندي احتياط. (الجزيرة) (يني شفق العربية) - حركة الشباب الصومالية تشن هجومًا على القصر الرئاسي في مقديشو. (بي بي سي العربية) |     |       |      |      |
| 8 يوليو 2014 (الثلاثاء) | عدل | تاريخ | راقب | تصفح |

| \| 9 يوليو 2014 (الأربعاء) \| عدل \| تاريخ \| راقب \| تصفح \| |     |       |      |      |
| نزاعات مسلحة وهجمات - عدد ضحايا عملية الجرف الصامد التي يشنها الجيش الإسرائيلي على قطاع غزة يتجاوز 60 شخصًا. (وكالة الأنباء والمعلومات الفلسطينية) - القوات الحكومية العراقية تعثر على 53 جثة لأشخاص مكبلي الأيدي قرب الحلة جنوب بغداد. (الجزيرة) - مقتل جندي وإصابة 4 آخرين في تفجير مدرعة عسكرية على طريق العريش - رفح الدولي في سيناء. (سكاي نيوز العربية) علوم وتقنية - روسيا تجري إطلاقًا تجريبيًا ناجحًا لصاروخ من جيل جديد للصواريخ الحاملة يعرف باسم أنجارا، وذلك من قاعدة بليستيسك الفضائية شمال غرب البلاد. (روسيا اليوم) |     |       |      |      |
| 9 يوليو 2014 (الأربعاء) | عدل | تاريخ | راقب | تصفح |

| \| 10 يوليو 2014 (الخميس) \| عدل \| تاريخ \| راقب \| تصفح \| |     |       |      |      |
| نزاعات مسلحة وهجمات - الجيش الأوكراني يعلن أنه استعاد السيطرة على بلدة سيفرسك، ووقوع اشتباك بالقرب من مطار دونيتسك معقل الانفصاليين. (بي بي سي العربية) علاقات دولية - ألمانيا تطرد كبير مسؤولي وكالة المخابرات المركزية في البلاد، وذلك على خلفية الكشف عن تجسس ألمان لصالح الولايات المتحدة. (دويتشه فيله) |     |       |      |      |
| 10 يوليو 2014 (الخميس) | عدل | تاريخ | راقب | تصفح |

| \| 11 يوليو 2014 (الجمعة) \| عدل \| تاريخ \| راقب \| تصفح \|                                                              |     |       |      |      |
| نزاعات مسلحة وهجمات - كتائب عز الدين القسام تعلن استهداف مطار بن غوريون الدولي بصورايخ إم 75 لأول مرة. (سي إن إن العربية) |     |       |      |      |
| 11 يوليو 2014 (الجمعة) | عدل | تاريخ | راقب | تصفح |

| \| 12 يوليو 2014 (السبت) \| عدل \| تاريخ \| راقب \| تصفح \| |     |       |      |      |
| نزاعات مسلحة وهجمات - الهجمات الإسرائيلية على قطاع غزة توقع 46 قتيلًا، ما يرفع عدد ضحايا العملية الإسرائيلية إلى 156 قتيلًا. (روسيا اليوم) - مقتل 31 شخصًا بتفجير سيارتين مفخختين بالقرب من نقطة تفتيش لقوات أمنية كردية غرب كركوك العراقية. (الجزيرة) |     |       |      |      |
| 12 يوليو 2014 (السبت) | عدل | تاريخ | راقب | تصفح |

| \| 13 يوليو 2014 (الأحد) \| عدل \| تاريخ \| راقب \| تصفح \| |     |       |      |      |
| نزاعات مسلحة وهجمات - الرئيس الفلسطيني محمود عباس يسلم رسالة خطية إلى ممثل الأمم المتحدة يطلب فيها دراسة وضع الشعب والأراضي الفلسطينية تحت الحماية الدولية. (رويترز العربية) علاقات دولية - وزارة الدفاع اليابانية تعلن أن كوريا الشمالية أطلقت صاروخين بالستيين حلقا 500 كم وسقطا في مياهها الشرقية. واحتجت اليابان عبر الصين على هذا الفعل. (الحياة) سياسة وانتخابات - منظمة التحرير الفلسطينية تنهي عمل جمال نزال المتحدث باسم المنظمة في أوروبا، وذلك بعد انتشار تصريح له يدعو فيه أعضاء حركة حماس إلى عدم الاختباء في المساجد والمستشفيات. (العربي الجديد) رياضة - ألمانيا تحرز كأس العالم لكرة القدم للمرة الرابعة في تاريخها، بعد فوز المنتخب على نظيره الأرجنتيني بهدف لصفر في المبارة المقامة بملعب ماراكانا في ريو دي جانيرو. أحرز الهدف اللاعب ماريو غوتسه في الوقت الإضافي. (فرنسا 24) |     |       |      |      |
| 13 يوليو 2014 (الأحد) | عدل | تاريخ | راقب | تصفح |

| \| 14 يوليو 2014 (الإثنين) \| عدل \| تاريخ \| راقب \| تصفح \| |     |       |      |      |
| سياسة وانتخابات - رجب طيب أردوغان يعيد مبلغًا ماليًا (1000 ليرة تركية) قدمها منافسه أكمل الدين إحسان أوغلو تبرعًا لحملة أردوغان الانتخابية الرئاسية، يذكر أن أوغلو قدم نفس المبلغ لحملة صلاح الدين ديمرطاش. (يني شفق العربية) |     |       |      |      |
| 14 يوليو 2014 (الإثنين) | عدل | تاريخ | راقب | تصفح |

| \| 15 يوليو 2014 (الثلاثاء) \| عدل \| تاريخ \| راقب \| تصفح \| |     |       |      |      |
| نزاعات مسلحة وهجمات - إسرائيل وحماس تدرسان المبادرة المصرية للتوصل لهدنة. (بي بي سي العربية) - صاروخ فلسطيني يقتل أول إسرائيلي منذ بدأ العملية العسكرية الإسرائيلية في غزة. أعلن الجيش الإسرائيلي مقتل المواطن الإسرائيلي الذي وصف بأنه مدني. (سكاي نيوز العربية) رياضة - الزمالك يهزم وادي دجلة ويتأهل لنهائي كأس مصر بركلات الترجيح. (يورو سبورت العربية) - نادي سموحة يتأهل لنهائي كأس مصر بعد فوزه على النادي الاهلي المصري بهدفين مقابل هدف (يلا كورة) |     |       |      |      |
| 15 يوليو 2014 (الثلاثاء) | عدل | تاريخ | راقب | تصفح |

| \| 16 يوليو 2014 (الأربعاء) \| عدل \| تاريخ \| راقب \| تصفح \| |     |       |      |      |
| سياسة وانتخابات - الرئيس السوري بشار الأسد يؤدي اليمين الدستورية أمام أعضاء مجلس الشعب لولاية رئاسية جديدة أمدها سبع سنوات بعد أكثر من شهر على إعادة انتخابه، ويلقي خطاباً يشرح فيه رؤيته للوضع والسبع سنوات القادمة. (بي بي سي العربية) علوم وتقنية - الإمارات العربية المتحدة تعلن عزمها إطلاق مسبار إلى المريخ بحلول عام 2021 الذي يصادف مرور 50 عامًا على تأسيس البلاد. (سي إن إن العربية) - مفوضية الرقابة النووية اليابانية توافق على إعادة تشغيل محطتين للطاقة النووية، في أول خطوة لإعادة تشغيل كامل المحطات النووية في البلاد بعد أن أوقفت عقب كارثة فوكوشيما. (الاقتصادية) |     |       |      |      |
| 16 يوليو 2014 (الأربعاء) | عدل | تاريخ | راقب | تصفح |

| \| 17 يوليو 2014 (الخميس) \| عدل \| تاريخ \| راقب \| تصفح \| |     |       |      |      |
| نزاعات مسلحة وهجمات - مقتل 14 جنديًا تونسيًا وإصابة 22 في هجوم على نقطتي تفتيش بمنطقة عسكرية مغلقة بجبل الشعانبي، تبنت الهجوم جماعة تابعة لتنظيم أنصار الشريعة. أعلنت الرئاسة التونسية الحداد ثلاثة أيام. (الجزيرة) - أوكرانيا تتهم روسيا بإسقاط إحدى طائراتها العسكرية أثناء قيامها "بعملية عسكرية في الأراضي الأوكرانية"، قالت أوكرانيا أن الطائرة أسقطتها طائرة روسية بصاروخ. (دويتشه فيله) - وكالة الأمم المتحدة لإغاثة وتشغيل اللاجئين الفلسطينيين تعثر على 20 صاروخًا مخبأً في إحدى مدارسها في قطاع غزة. (الأونروا) حوادث وكوارث - تحطم طائرة الخطوط الجوية الماليزية الرحلة 17 المتجهة من مطار سخيبول أمستردام إلى مطار كوالالمبور الدولي، وعلى متنها 295 شخصًا. (الشرق الأوسط) اقتصاد وأعمال - مايكروسوفت تعلن إلغاء 18 ألف وظيفة، وهي أكبر عملية تسريح جماعي في تاريخ الشركة. 12500 من الوظائف الملغاة هي في نوكيا التي اشترتها مايكروسوفت في أبريل الماضي. (راديو سوا) |     |       |      |      |
| 17 يوليو 2014 (الخميس) | عدل | تاريخ | راقب | تصفح |

| \| 18 يوليو 2014 (الجمعة) \| عدل \| تاريخ \| راقب \| تصفح \| |     |       |      |      |
| علاقات دولية - رئيس الوزراء التركي رجب طيب أردوغان يصف "صمت الغرب" على "ما يحدث في غزة" بأنه "حلف صليبي جديد"، كذلك قال أن علاقات بلاده مع إسرائيل وصلت إلى الصفر. (الجزيرة) حوادث وكوراث - الرئيس الأمريكي باراك أوباما يقول أن صاروخ أرض-جو أطلق من المناطق الواقعة تحت سيطرة الانفصاليين هو ما أسقط طائرة الخطوط الجوية الماليزية الرحلة 17. (سي إن إن العربية) |     |       |      |      |
| 18 يوليو 2014 (الجمعة) | عدل | تاريخ | راقب | تصفح |

| \| 19 يوليو 2014 (السبت) \| عدل \| تاريخ \| راقب \| تصفح \| |     |       |      |      |
| نزاعات مسلحة وهجمات - مقتل 31 عسكريًا مصريًا في هجوم شنه مسلحون على نقطة لحرس الحدود في مدينة الفرافرة بالوادي الجديد. (روسيا اليوم) - مقتل 11 "مسلحًا" بغارة نفذتها طائرة من دون طيار أمريكية على مجمع لحركة طالبان في إقليم وزيرستان. (الوسط) - السلطات المصرية تمنع وفدًا يضم 9 أطباء و500 متضامن من العبور إلى قطاع غزة. (الجزيرة) علاقات دولية - روسيا تجظر دخول 12 عسكريًا أمريكيًا أراضيها، من بينهم قائد القوات الأمريكية في جوانتانامو. (إيلاف) حوادث وكوارث - مقتل 38 شخصًا في حادث تصادم حافلة بشاحنة تحمل مواد قابلة للاشتعال على الطريق السريع في إقليم هونان جنوبي الصين. (بي بي سي العربية) - حادث تصادم لثلاث حافلات في مدينة درسدن الألمانية يوقع 9 قتلى و40 مصابًا. (الحياة) |     |       |      |      |
| 19 يوليو 2014 (السبت) | عدل | تاريخ | راقب | تصفح |

| \| 20 يوليو 2014 (الأحد) \| عدل \| تاريخ \| راقب \| تصفح \| |     |       |      |      |
| نزاعات مسلحة وهجمات - مقتل 60 فلسطينيًا وجرح 210 آخرين في قصف للجيش الإسرائيلي على حي الشجاعية في غزة. (بي بي سي العربية) - بسبب تهديدات قوات الدولة الإسلامية في العراق والشام خلت مدينة الموصل مركز محافظة نينوى لأول مرة من المسيحيين في تاريخها. (اليوم السابع) - المفوضية السامية للأمم المتحدة لحقوق الإنسان تعلن أن عدد النازحين داخل العراق وصل إلى المليون والربع. (العربية) |     |       |      |      |
| 20 يوليو 2014 (الأحد) | عدل | تاريخ | راقب | تصفح |

| \| 21 يوليو 2014 (الإثنين) \| عدل \| تاريخ \| راقب \| تصفح \| |     |       |      |      |
| نزاعات مسلحة وهجمات - الحرب على غزة (2014): الفصائل المسلحة الفلسطينية تقتل 7 جنود إسرائيليين، فيما قتلت إسرائيل 103 فلسطيني. ما يرفع عدد قتلى العملية الإسرائيلية إلى 571 قتيلًا. (بي بي سي العربية) - مقتل فلسطيني برصاص مستطونين إسرائيليين في الضفة الغربية وذلك أثناء اشتباكات بين محتجين فلسطينيين وقوات إسرائيلية. (روسيا اليوم) |     |       |      |      |
| 21 يوليو 2014 (الإثنين) | عدل | تاريخ | راقب | تصفح |

| \| 22 يوليو 2014 (الثلاثاء) \| عدل \| تاريخ \| راقب \| تصفح \|                                                                   |     |       |      |      |
| نزاعات مسلحة وهجمات - انفجار سيارة مفخخة قرب نقطة تفتيش شرطية على مدخل مدينة الكاظمية، ما أوقع 24 شخصًا قتيلًا. (بي بي سي العربية) |     |       |      |      |
| 22 يوليو 2014 (الثلاثاء) | عدل | تاريخ | راقب | تصفح |

| \| 23 يوليو 2014 (الأربعاء) \| عدل \| تاريخ \| راقب \| تصفح \| |     |       |      |      |
| نزاعات مسلحة وهجمات - الحرب على غزة (2014): مقتل 3 عسكريين إسرائيليين في المعارك مع الفصائل المسلحة الفلسطينية في قطاع غزة. (سكاي نيوز عربية) - مفوضة الأمم المتحدة لحقوق الإنسان نافي بيلاي تقول أن إسرائيل ربما تكون قد ارتكبت جرائم حرب في الحرب على غزة. (بي بي سي العربية) - مقتل 82 شخصًا بتفجيرين في مدينة كادونا شمال نيجيريا. (الحياة) - الانفصاليون الموالون لروسيا يسقطون طائرتين عسكريتين أوكرانيتين من طراز سوخوي سو-25 فوق تلة سافور موجيلا في أوبلاست دونيتسك. (الجزيرة) حوادث وكوارث - تحطم طائرة ركاب تايوانية أثناء محاولتها الثانية للهبوط بعد رحلة داخلية، ما أوقع 45 قتيلًا. (إيلاف) اقتصاد وأعمال - مجلس الاتحاد الأوروبي يوافق بصورة نهائية على تبني ليتوانيا للعملة الأوروبية اليورو، وذلك ابتداء من 1 يناير 2015. (القبس) |     |       |      |      |
| 23 يوليو 2014 (الأربعاء) | عدل | تاريخ | راقب | تصفح |

| \| 24 يوليو 2014 (الخميس) \| عدل \| تاريخ \| راقب \| تصفح \| |     |       |      |      |
| نزاعات مسلحة وهجمات - مقتل فلسطينيين إثنين برصاص إسرائيلي أثناء مواجهات بين محتجين فلسطينيين على الحرب على غزة والقوات الإسرائيلية عند حاجز قلنديا. (الجزيرة) - مقتل 60 من أفراد الشرطة ومعتقلين في هجوم على حافلة تقل المعتقلين في منطقة التاجي شمال بغداد. تتضمن الهجوم تفجير عبوات ناسفة وعمل انتحاري وإطلاق نار. (الجريدة) سياسة وانتخابات - البرلمان العراقي ينتخب محمد فؤاد معصوم رئيسًا لجمهورية العراق. (العربية) - أرسيني ياتسينيوك يستقيل من منصب رئاسة وزراء أوكرانيا وذلك بسبب تفكك الائتلاف النيابي وعدم إقرار تشريعات يراها مهمة. (الأخبار) كوراث وحوادث - تحطم طائرة الخطوط الجوية الجزائرية الرحلة 5017 وذلك فوق شمال مالي. (الشرق الأوسط) |     |       |      |      |
| 24 يوليو 2014 (الخميس) | عدل | تاريخ | راقب | تصفح |

| \| 25 يوليو 2014 (الجمعة) \| عدل \| تاريخ \| راقب \| تصفح \| |     |       |      |      |
| نزاعات مسلحة وهجمات - الحرب على غزة (2014) وخطف وقتل المستوطنين الإسرائيليين 2014 - إسرائيل ترفض مبادرة لوقف إطلاق النار قدمها وزير الخارجية الأمريكي جون كيري. (الجزيرة) - الشرطة الإسرائيلية تقر بأن خاطفي الشبان المستوطنين الإسرائيليين الثلاثة كانوا يمثلون خلية وحيدة مرتبطة لكنها لم تكن تأتمر بأوامر قيادة حماس، وهو ما يناقد الاتهام الذي وجهه رئيس الوزراء بنيامين نتانياهو لحماس. (أربيان بيزنيس) - الأزمة السورية - القوات المسلحة الأردنية تسقط طائرة من دون طيار كانت تحلق فوق مدينة المفرق بالقرب مخيم الزعتري. (فرنسا 24) - الرئيس الأمريكي باراك أوباما يهاتف رئيس الوزراء الهولندي مارك روته ويتفقان على ضرورة فرض المجتمع الدولي لمزيد من العقوبات على روسيا في حال استمرارها في زعزعة استقرار أوكرانيا. (الجريدة) سياسة وانتخابات - ويكيبيديا تحظر لمدة 10 أيام تعديلات مصدرها حواسيب في الكونغرس الأمريكي بسبب تعديلات تخريبية متكررة. (إيلاف) |     |       |      |      |
| 25 يوليو 2014 (الجمعة) | عدل | تاريخ | راقب | تصفح |

| \| 26 يوليو 2014 (السبت) \| عدل \| تاريخ \| راقب \| تصفح \| |     |       |      |      |
| نزاعات مسلحة وهجمات - الولايات المتحدة تجلي موظفي سفارتها في طرابلس إلى تونس بسبب تدهور الوضع الأمني. (الرياض) علاقات دولية - الخارجية المصرية تستدعي القائم بالأعمال التركي احتجاجًا على تصريحات رئيس الوزراء رجب طيب أردوغان الذي وصف عبد الفتاح السيسي بأنه طاغية. (سي إن إن العربية) |     |       |      |      |
| 26 يوليو 2014 (السبت) | عدل | تاريخ | راقب | تصفح |

| \| 27 يوليو 2014 (الأحد) \| عدل \| تاريخ \| راقب \| تصفح \| |     |       |      |      |
| نزاعات مسلحة وهجمات - الحرب على غزة (2014) - حركة حماس تعلن قصف مدينة تل أبيب بصاروخي إم 75 ومدينة أدود بخمسة صواريخ غراد. (الجزيرة) - الجيش الإسرائيلي يعترف بمقتل جندي البارحة، ما يرفع عدد الجنود القتلى باعتراف الجيش إلى 43 قتيلًا. (الجزيرة) - مسلحون يعتقد أنهم ينتمون لبوكو حرام يخطفون زوجة نائب رئيس وزراء الكاميرون أمادو علي. (دويتشه فيله) علوم - عدد سكان الفلبين يصل إلى 100 مليون نسمة. (الشرق الأوسط) |     |       |      |      |
| 27 يوليو 2014 (الأحد) | عدل | تاريخ | راقب | تصفح |

| \| 28 يوليو 1992 (الثلاثاء) \| عدل \| تاريخ \| راقب \| تصفح \| |     |       |      |      |
| نزاعات مسلحة وهجمات - الحرب على غزة (2014) - مجلس الأمن يصدر بيانًا رئاسيًا يدعو إلى وقف فوري للقتال ويعرب عن القلق لارتفاع عدد الضحايا المدنيين في غزة. (الجزيرة) سياسة وانتخابات - أرسيني ياتسينيوك رئيس الوزراء الأوكراني يتراجع عن استقالته التي قدمها في الرابع والعشرين من الشهر، مشترطًا لعودته إجراء تعديلات في قوانين الضرائب والميزانية. (وكالة الأناضول للأنباء) |     |       |      |      |
| 28 يوليو 1992 (الثلاثاء) | عدل | تاريخ | راقب | تصفح |

| \| 29 يوليو 2014 (الثلاثاء) \| عدل \| تاريخ \| راقب \| تصفح \| |     |       |      |      |
| - الحرب على غزة (2014) - مقتل 140 فلسطينيًا وإصابة 300 آخرين في الهجمات الإسرائيلية على قطاع غزة. (الآن) - توقف محطة الطاقة الكهربائية الوحيدة في قطاع غزة بعد قصف من الطيران الإسرائيلي هذا اليوم. (الحياة) نزاعات مسلحة وهجمات - الولايات المتحدة تعلن عزمها بيع 5000 صاروخ هلفاير للعراق لمساعدته في الحرب على مسلحين سيطروا على مناطق واسعة غرب ووسط البلاد، في صفقة بقيمة 700 مليون دولار. (سكاي نيوز عربية) |     |       |      |      |
| 29 يوليو 2014 (الثلاثاء) | عدل | تاريخ | راقب | تصفح |

| \| 30 يوليو 2014 (الأربعاء) \| عدل \| تاريخ \| راقب \| تصفح \| |     |       |      |      |
| نزاعات مسلحة وهجمات - الحرب على غزة 2014 - مقتل 23 فلسطينيًا بقصف إسرائيلي لمدرسة تابعة للأونروا في مخيم جباليا فجر اليوم. بلغ عدد القتلى الفلسطينيين الذين سقطوا هذا اليوم 129 قتيلًا.(الجزيرة) (الإذاعة الجزائرية) - الجيش الإسرائيلي يعلن مقتل 3 من جنوده في غزة، ما يرفع عدد قتلاه إلى 56. (منارة) |     |       |      |      |
| 30 يوليو 2014 (الأربعاء) | عدل | تاريخ | راقب | تصفح |

| أحداث جارية |
| --- |
| - أزمة الدين الحكومي اليوناني - جائحة فيروس كورونا 2019–20 - التدخل العسكري الروسي في أوكرانيا - التدخل العسكري الروسي في سوريا - الحرب الأهلية السورية - الهجوم على شمال غرب سوريا (2024) - الحرب الأهلية السودانية 2023 - عملية طوفان الأقصى - الحرب الفلسطينية الإسرائيلية (الخط الزمني) - صراع حزب الله وإسرائيل (2023–الآن) - - أزمة البحر الأحمر - الهجمات على القواعد الأمريكية في العراق وسوريا 2023 - الأزمة الإنسانية في غزة (2023 – الآن) تفاصيل أكثر النزاعات الجارية أدناه |

| وفيات حديثة |
| --- |
| - 18 مارس: عصام الدعاليس - 18 مارس: عبد الرحمن حاجي أحمدي - 18 مارس: ولامير ماركيز - 18 مارس: جان ميشيل (سياسي) - 18 مارس: دينيز باوتشر - 18 مارس: محمود أبو وطفة - 18 مارس: نادية كاسيني - 18 مارس: قسطنطين رودريغيز - 18 مارس: مارشال راوش - 19 مارس: أندريا ديليباشيتش - 19 مارس: كالسترات كوتسوف - 19 مارس: هيرنان غودوي - 20 مارس: رالف مونرو - 20 مارس: عثمان سيناف - 20 مارس: نورمان كلارك - 20 مارس: إدي أدكوك - 20 مارس: إدي جوردان - 21 مارس: جورج فورمان - 21 مارس: فيرنون هاتون - 22 مارس: جمال مناد |

| نزاعات جارية |
| --- |
| - التدخل العسكري الدولي ضد تنظيم الدولة الإسلامية (داعش) - الكاميرون - الحرب الأهلية الكاميرونية - جمهورية إفريقيا الوسطى - حرب جمهورية إفريقيا الوسطى الأهلية (2012–الآن) - جمهورية الكونغو الديموقراطية - تمرد القوات الديمقراطية المتحالفة - صراع كيفو - الحرب الأهلية الأثيوبية (2018-حاليا) - صراع أمهرة [الإنجليزية] - موزمبيق - التمرد الإسلاموي في موزمبيق - نيجيريا - تمرد بوكو حرام - التمرد الإسلامي في الساحل - تمرد الجهاديين في بوركينا فاسو · حرب مالي - الحرب الأهلية الصومالية - الحرب في الصومال (2009–الآن) - السودان - الحرب الأهلية السودانية 2023 - النزاع في أفغانستان - النزاع بين طالبان والدولة الإسلامية في أفغانستان - صراع بنجشير - الهند - التمرد في جامو وكشمير - العصيان الماوي-الناكسالي - إندونيسيا - أزمة بابوا - الصراع الداخلي في ميانمار - الحرب الأهلية في ميانمار (2021-الحاضر) - باكستان - صراع بلوشستان - عصيان خيبر بختونخوا - الصراع الأهلي في الفلبين - التمرد الشيوعي في الفلبين - الحرب الروسية الأوكرانية - الغزو الروسي لأوكرانيا 2022 - صراع العراق (2003–الآن) - التمرد العراقي (2017–الآن) - صراع إسرائيل وغزة - الحرب الفلسطينية الإسرائيلية 2023 - هجمات الحوثيين على إسرائيل (2023 - 2024) - الحرب الأهلية السورية - التدخل الأجنبي في الحرب الأهلية السورية - تركيا - الولايات المتحدة - اليمن - الحرب الأهلية اليمنية (2014–الآن) - التدخل العسكري في اليمن |